# Huelga de inquilinos de 1907
La huelga de inquilinos o huelga de las escobas de 1907 fue un movimiento popular contra la subida de los alquileres y las pésimas condiciones en las casas de inquilinato de la ciudad de Buenos Aires y otras ciudades argentinas, popularmente denominadas conventillos. La huelga se inició en agosto de 1907, duró aproximadamente 3 meses y participaron del movimiento más de cien inquilinatos Tuvo una importante presencia de activistas anarquistas y socialistas.

## Antecedentes

### Argentina a comienzos delsigloXX

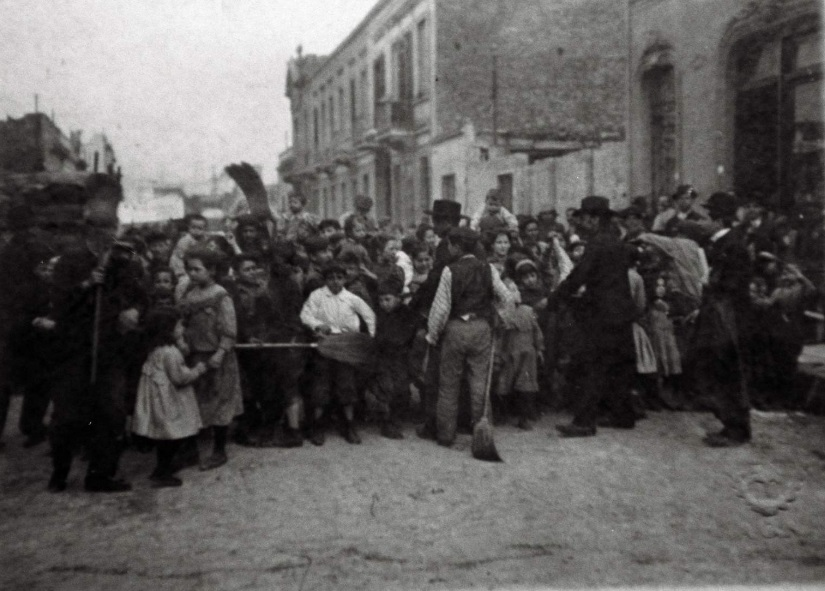
Huelga de inquilinos en Buenos Aires en 1907. Marcha de las Escobas a través de La Boca.

La Argentina agroexportadora, sustentada en una economía abierta, conformó hacia 1880 su mercado y su Estado Nacional. Se convirtió en un país receptor de capitales externos y de inmigración masiva, principalmente italianos y españoles, quienes llegaban en búsqueda de condiciones de vida y de trabajo inexistentes en la Europa de la época, dando lugar a un proceso de urbanización creciente.
Entre 1895 y 1905, el crecimiento vegetativo de la ciudad de Buenos Aires alcanzaba un 52,5 % y la migración total un 65,5 %, porcentaje del cual un 51,8 % pertenecía a no nativos. Para 1900, se calculaba que el saldo migratorio era de unas 50.485 personas y en 1907 la cifra prácticamente se duplicó, alcanzando unas 119.861 personas.
La ciudad se convirtió en un importante centro de atracción para el inmigrante recién llegado que, se radicaba como arrendatario o peón en el medio rural o, bien, se instalaba en la capital para participar de la vida económica de la ciudad. Después de 1890, el crecimiento de la población agravó el problema de vivienda para los sectores populares. Buenos Aires se extendió hacia la periferia formando nuevos barrios pero la mayoría se instaló en conventillos o casas de inquilinato, que proliferaban por toda la ciudad.
| Año  | Conventillos | Cuartos | Habitantes | Hab/cuarto |
| ---- | ------------ | ------- | ---------- | ---------- |
| 1880 | 1770         | 24.023  | 51.915     | 2,2        |
| 1883 | 1868         | 25.645  | 64.156     | 2,5        |
| 1887 | 2835         | s/d     | 116.167    | s/d        |
| 1895 | 2249         | 37.603  | 94.743     | 2,5        |
| 1905 | 2297         | 38.405  | 129.257    | 3,4        |
| 1907 | 2500         | s/d     | 150.000    | s/d        |

El conventillo se transformó en el alojamiento obrero más usual y característico. En 1904, el censo municipal indicaba que había 11,5 personas por casa en la Capital Federal, casi todas ellas de un solo piso. La estadística informaba que de los 950 891 habitantes de la ciudad, 138 188 vivían en las 43.873 habitaciones que componían las 2.462 casas de inquilinato porteñas. Es decir, más del 10 % de la población se albergaba en conventillos.
Desde 1905, los alquileres mantuvieron una tendencia alcista y hacia 1907 el precio de una pieza triplicaba el de 1870. "Los costos de habitaciones humildes eran ocho veces mayores que en París y Londres."

### Condiciones de vida en los conventillos

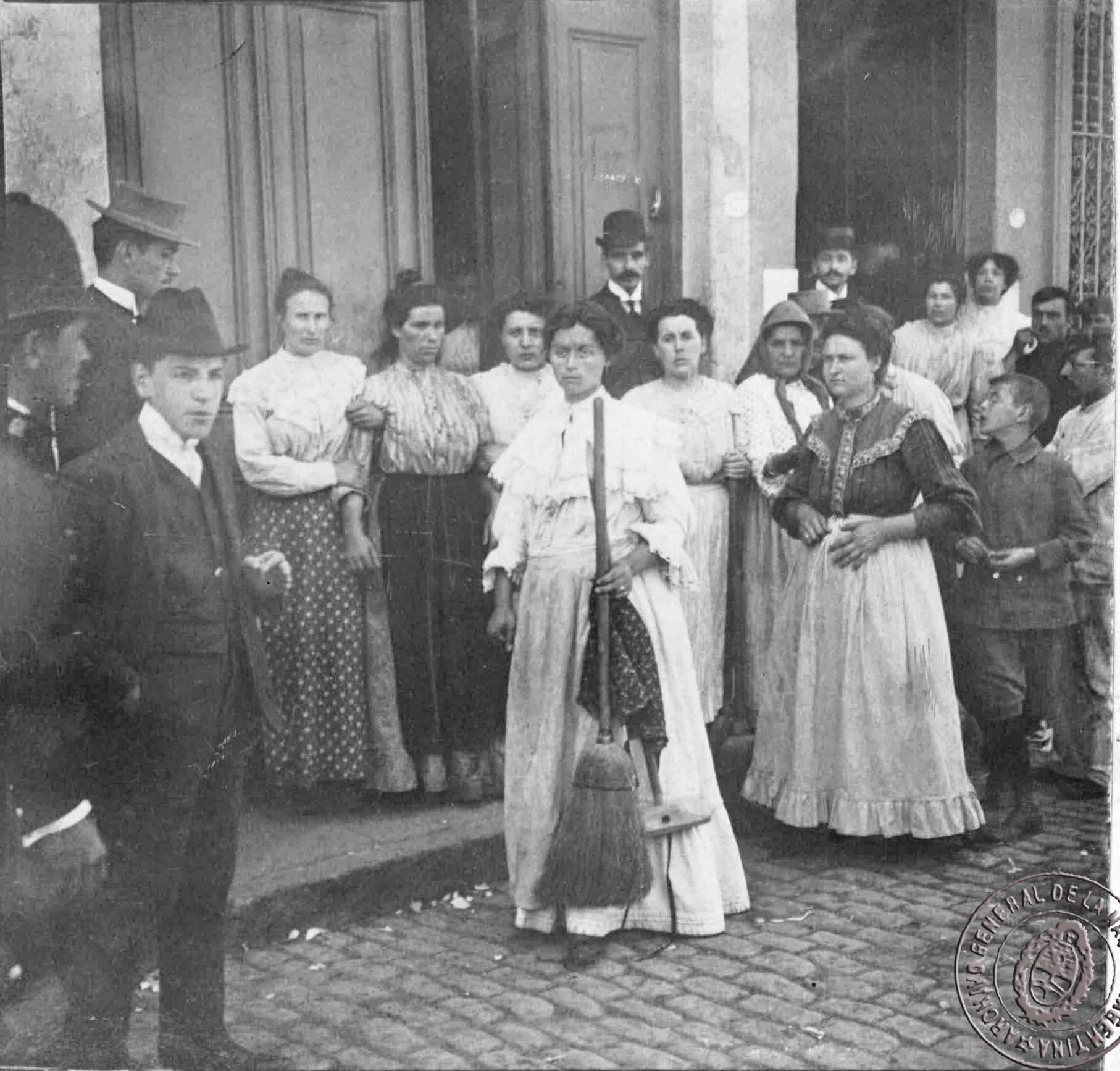
Huelga de inquilinos.

En 1900 los conventillos solían tener un patio de cemento, baños y algunas duchas. Entre 20 y 70 personas contaban con una sola letrina para atender sus necesidades y "las emanaciones amoniacales que se desprenden en su interior hacen experimentar malestar y lagrimeo a los que penetran en ellas ". Las habitaciones eran reducidas en tamaño, con una escasa ventilación o sin ventanas, donde vivían hasta 10 personas.
La pieza en una casa céntrica costaba alrededor de 20 pesos como mínimo y podía subir 5 a 7 pesos más con ventana a la calle, constituyendo una parte sustancial del presupuesto obrero.
En 1890, los inquilinos organizaron una comisión por primera vez para tomar medidas contra los propietarios. El movimiento fracasó pero resurgió tres años más tarde a partir del intento por formar una "Liga contra los Alquileres"', aunque la indiferencia general terminó por disolverla. De todos modos, el alza casi constante de los alquileres generó, en 1905, la inusual propuesta conjunta de anarquistas, socialistas y sindicalistas, quienes redactaron un manifiesto para proponer la formación de una liga contra la carestía de la vida, aunque no llegó a concretarse.
En la huelga, las mujeres utilizaron escobas, como símbolo de su trabajo como amas de casa y para defenderse de la policía.
A partir de entonces, y por medio de la acción de subcomisiones, propaganda y conferencias, se intensificó la prédica contra el alza casi continua de alquileres y cargas impositivas que diezmaban el salario de los obreros.

## Huelga de 1907

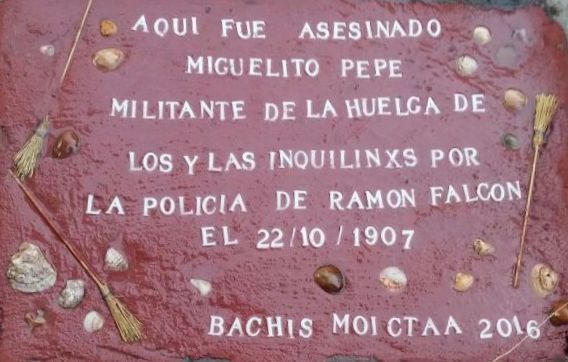
Baldosa en homenaje a Miguel Pepe, única víctima fatal de la huelga de los inquilinos, 1907

En 1906 la Federación Obrera Regional Argentina (FORA) lideró la campaña por la rebaja de los alquileres y conformó la Liga de Lucha contra los Altos Alquileres e Impuestos. En agosto de 1907, a través de un Decreto municipal, hubo un aumento impositivo que fue trasladado al precio de las habitaciones ubicadas en los conventillos. A partir de este contexto, el conventillo de la calle Ituzaingó se declaró en huelga, rehusándose a pagar el alquiler. Los huelguistas formaron un comité central en búsqueda de nuevas adhesiones, rebaja de trabajo a 8 horas diarias y un aumento de salario. 
El movimiento de fuerza se organizó a través de un comité de propaganda y agitación que buscó rápidamente adhesiones de otras viviendas colectivas y de las organizaciones de trabajadores, y entró en contacto con comités de otros barrios. En octubre de 1904 los conventillos adheridos eran cerca de 500, ubicados no solo en las zonas cercanas al centro de Buenos Aires sino también en Avellaneda, Lomas de Zamora, La Plata, Mar del Plata, Bahía Blanca. Se sumaron también conventillos de Rosario, al poco tiempo había más de 2000 viviendas en huelga a lo largo del país.
Como consecuencia de la represión, el 22 de octubre fue asesinado el militante anarquista Miguel Pepe por la policía bajo las órdenes del jefe de la Policía de la Capital Ramón Falcón, quien, en 1909, sería asesinado por un militante anarquista, de origen ucraniano, llamado Simón Radowitzky.
Los desalojos cerraron el ciclo de la huelga y, más allá de la fuerte impronta que el enfrentamiento dejó en la historia de las luchas sociales, los costos de los alquileres siguieron representando altos porcentajes de los ingresos de los trabajadores.
La huelga de los inquilinos fue una de las manifestaciones más importantes de la época, marcando un punto de inflexión en las luchas posteriores por el derecho a la vivienda en Argentina.

## Marcha de las escobas
Una de las primeras manifestaciones públicas de la protesta fue la Marcha de las Escobas realizada en las calles de La Boca y organizada por un conventillo de la zona. Nutrida manifestación integrada mayoritariamente por niños y niñas que hacían batir las escobas que usaban en sus casas para, entre otras cosas, “barrer a los caseros” de los conventillos.
Esta estrategia de utilizar un elemento representativo del ama de casa, como es la escoba, es la forma que encontraron las mujeres para hacer oír sus reclamos. Los niños marcharon por las calles de La Boca acompañados por sus madres haciendo oír sus voces y sumando adhesiones a su paso.
Fueron las escobas de las mujeres del Comité de Huelga de otro conventillo, ubicado en la calle San Juan, las que bloquearon la puerta de entrada formando un cordón de resistencia para oponerse a las fuerzas policiales enviadas por el Coronel Falcón y así evitar el desalojo.